# Exit Eden
Exit Eden é um supergrupo internacional de metal sinfônico que executa versões cover de canções conhecidas de grupos de pop e rock. O grupo é baseado nos Estados Unidos.

## Histórico
A banda Exit Eden foi formada em 2017, pela vocalista estadunidense Amanda Somerville (Avantasia, Alice Cooper, Epica, HDK, Kiske/Somerville, Aina, Trillium), pela vocalista brasileira Marina La Torraca (Phantom Elite), pela vocalista francesa Clémentine Delauney (Visions of Atlantis e Serenity) e a vocalista germano-estadunidense Anna Brunner. A banda, tão logo foi formada, postou, em julho de 2017, um videoclipe no YouTube. O videoclipe em questão era de uma das faixas do álbum
"Rhapsodies in Black", que em poucos dias atingiu a marca de milhares de visualizações, atingindo o posto de 15º álbum alemão mais visto no período.
Vários músicos, engenheiros de som e produtores da cena heavy metal (como Simone Simons (Epica), Hardy Krech, Mark Nissen, Johannes Braun (Kissin’ Dynamite), Jim Müller (Kissin’ Dynamite), Sascha Paeth (Avantasia, Edguy, Kamelot), Evan K (Mystic Prophecy) cooperaram para a produção e gravação dos trabalhos do Exit Eden.
Em 20 de Outubro de 2023, Somerville liberou uma declaração anunciando novo material para um futuro lançamento e que ela iria sair da banda para focar em suas três filhas. Os membros restantes confirmaram que iriam continuar com a banda sem colocar outra pessoa em seu lugar.

## Membros
Membros atuais
- Anna Brunner - vocal
- Clémentine Delauney - vocal
- Marina La Torraca - vocal

Membros antigos
- Amanda Somerville – vocal

## Discografia

### Álbuns de Estúdio
- 2017: Rhapsodies in Black (Starwatch Entertainment/Napalm Records)
- 2024: Femmes Fatales

### Vídeos
- 2017: Unfaithful (Rihanna cover) (Starwatch Entertainment/Napalm Records)
- 2017: Impossible (Shontelle cover) (Starwatch Entertainment/Napalm Records)
- 2017: Incomplete (da banda Backstreet Boys) (Starwatch Entertainment/Napalm Records)
- 2017: Paparazzi (cover de Lady Gaga) (Starwatch Entertainment/Napalm Records)
- 2017: Total Eclipse of the Heart (cover de Bonnie Tyler) (Starwatch Entertainment/Napalm Records)
- 2017: A Question of Time (cover da banda Depeche Mode) (Starwatch Entertainment/Napalm Records)